# Mai 1820
Cette page présente les faits marquants du mois de mai 1820.

## Événements
- 1er mai, Royaume-Uni : pendaison des conspirateurs de Cato Street.

- 6 mai : exil de Pouchkine dans le sud de la Russie[1].

- 15 mai : acte final d’une Conférence tenue à Vienne réunissant les princes allemands contre les menaces de révolutions[2].

- 26 mai : la constitution libérale, adoptée le 8 mars en Espagne, est proclamée en Nouvelle-Espagne, ce qui provoque l’opposition de conservateurs mexicains créoles. Le vice-roi prête serment à la constitution le 31 mai ; le même jour, le tribunal de l'Inquisition est aboli[3].

## Naissances
- 10 mai : Hermann Wilhelm Ebel, philologue allemand, spécialiste des langues celtiques († 19 août 1875).
- 12 mai : Florence Nightingale (mort en 1910), infirmière et statisticienne britannique.
- 26 mai : Mathilde Bonaparte, fille de Jérôme Bonaparte († 2 janvier 1904).

## Décès
- 21 mai : Curro Guillén (Francisco Herrera Rodríguez), matador espagnol (° 16 novembre 1783).